# Campeonato Africano de Atletismo de 2014 - Salto em altura masculino
A prova do salto em altura masculino do Campeonato Africano de Atletismo de 2014 foi disputada no dia 14 de agosto de 2014 no Estádio de Marrakech  em Marrakech, no Marrocos. Participaram da prova 14 atletas. 

## Recordes
Antes desta competição, os recordes mundiais e do campeonato nesta prova eram os seguintes:
|                       | Nome                | Nacionalidade | Altura   | Local       | Data                |
| --------------------- | ------------------- | ------------- | -------- | ----------- | ------------------- |
| Recorde mundial       | Javier Sotomayor    | Cuba          | 2m 45 cm | Salamanca   | 27 de julho de 1993 |
| Recorde do campeonato | Abderrahmane Hammad | Argélia       | 2m 34cm  | Argel       | 14 de julho de 2000 |
| Recorde do campeonato | Kabelo Kgosiemang   | Botswana      | 2m 34cm  | Addis Ababa | 4 de maio de 2008   |
| Recorde africano      | Jacques Freitag     | África do Sul | 2m 38cm  | Oudtshoorn  | 5 de março de 2005  |

## Medalhistas
| Ouro                    | Prata                   | Bronze              |
| Kabelo Kgosiemang (BOT) | Fernand Djouméssi (CMR) | Younes Idriss (SUD) |

## Cronograma
Todos os horários são locais (UTC+1).
| Data         | Hora  | Evento |
| ------------ | ----- | ------ |
| 14 de agosto | 17:35 | Final  |

## Resultado final
| Posição           | Atleta                | Nacionalidade | 1.90 | 1.95 | 2.00 | 2.05 | 2.10 | 2.15 | 2.19 | 2.22 | 2.25 | 2.28 | 2.30 | Resultados | Notas |
| ----------------- | --------------------- | ------------- | ---- | ---- | ---- | ---- | ---- | ---- | ---- | ---- | ---- | ---- | ---- | ---------- | ----- |
| Medalha de ouro   | Kabelo Kgosiemang     | Botswana      | –    | –    | –    | –    | o    | o    | o    | o    | o    | o    | xxx  | 2.28       |       |
| Medalha de prata  | Fernand Djouméssi     | Camarões      | –    | –    | –    | –    | o    | o    | o    | o    | o    | x–   | xx   | 2.25       |       |
| Medalha de bronze | Younes Idriss         | Sudão         | –    | –    | –    | –    | o    | o    | o    | xo   | x–   | xx   |      | 2.22       |       |
| 4                 | Abdoulaye Diarra      | Mali          | –    | –    | –    | –    | o    | o    | xxo  | xxx  |      |      |      | 2.19       |       |
| 5                 | Gobe Takobona         | Botswana      | –    | –    | o    | –    | xo   | o    | xxx  |      |      |      |      | 2.15       |       |
| 6                 | Mathieu Kiplagat Sawe | Quênia        | –    | –    | –    | xo   | xo   | o    | xxx  |      |      |      |      | 2.15       |       |
| 7                 | Omar Samir Kaseb      | Egito         | –    | –    | o    | xo   | o    | xxx  |      |      |      |      |      | 2.10       |       |
| 7                 | Saad Hammouda         | Marrocos      | –    | o    | xo   | o    | o    | xxx  |      |      |      |      |      | 2.10       |       |
| 9                 | Hichem Krim           | Argélia       | –    | –    | o    | o    | xxo  | xxx  |      |      |      |      |      | 2.10       |       |
| 10                | Gemechu Temiru        | Etiópia       | o    | o    | o    | xxx  |      |      |      |      |      |      |      | 2.00       |       |
| 10                | Manirou Dembele       | Senegal       | o    | o    | o    | xxx  |      |      |      |      |      |      |      | 2.00       |       |
| 12                | Yatna Lamita          | Etiópia       | xo   | xxx  |      |      |      |      |      |      |      |      |      | 1.90       |       |
| 13                | Stephane Varela       | Cabo Verde    | xxo  | xxx  |      |      |      |      |      |      |      |      |      | 1.90       |       |
| 14                | Zakaria Majhour       | Marrocos      |      |      |      |      |      |      |      |      |      |      |      | DNS        |       |

Legenda
| Recorde mundial       | Recorde mundial (World record)               |                       | Recorde africano                      | Recorde africano (African) |                                           | Q | Classificado por posição (Qualified) |
| Recorde do campeonato | Recorde do campeonato (Championship record)  | Recorde da América    | Recorde da América (Americas)         | q                          | Classificado por melhor tempo (Qualified) |   |                                      |
| Melhor marca do ano   | Melhor marca do ano (World leading)          | Recorde asiático      | Recorde asiático (Asian)              | DNS                        | Não largou (Did not start)                |   |                                      |
| Recorde nacional      | Recorde nacional (National record)           | Recorde europeu       | Recorde europeu (European)            | DNF                        | Não terminou (Did not finish)             |   |                                      |
| Recorde pessoal       | Recorde pessoal do atleta (Personal best)    | Recorde da Oceania    | Recorde da Oceania (Oceania)          | DSQ / DQ                   | Desclassificado (Disqualified)            |   |                                      |
| Recorde da temporada  | Recorde da temporada do atleta (Season best) | Recorde sul-americano | Recorde sul-americano (South America) | NM                         | Sem marca (No mark)                       |   |                                      |